# 来不及说我爱你
《来不及说我爱你》，当代爱情电视剧，改编自武汉网络作家匪我思存的同名小说，是第二部翻拍成电视剧的匪我思存作品。2011年国剧盛典(钟汉良、李小冉)夺得网络最受欢迎屏幕情侣奖。2010年8月30日湖北经视首播，2010年11月25日 年代MUCH台台灣首播，2011年10月23日央视八套上星。

## 劇情概要
讲述民国军阀混战时期，一方少帅军和富商之女相遇、相爱再到被迫分离的爱情故事。

## 主要演員
| 演員   | 角色       | 關係/暱稱 |
| 鍾漢良 | 慕容灃     | 北地九省督军慕容宸之子，人称慕容四少。在慕容宸去世后，接任承军统帅，实际上是割据北地九省、独揽一方大权的年轻军阀。少年英气、风度翩翩，有天生的军事才能、大将风范。慕容沣幼时在军中喝狼奶长大，充满狼子野心，立志在乱世中争夺天下，打下一片江山送到心爱的女人面前。亦正亦邪，为了夺取天下，也会不折手段，心狠手辣，甚至牺牲爱情……慕容四少浑身散发着大男人的野性和霸气，对女人有着致命的吸引力。但是他自来放荡不羁，风流成性，从来没有对女人认真过。静琬的出现却冲破了他的防线，他在共度患难里，对静琬动了真情……对于心爱的女子，他流露出了冷酷的外表下，从未有过的情深意重、细致柔情。这段爱情伴随了他的一生，也影响了他后面的政治抉择。少年英雄，儿女情长。慕容沣是那个风烟四起的年代独霸一方的枭雄，是抗日战争时期誓死抗日的抗战英雄。身逢乱世，他野心勃勃、力拔山兮气盖世，在历经沧桑之后，终于看破了这一切的是非成败，和心爱的女人相守相依，笑看风云。 |
| 李小冉 | 尹靜琬     | 南方闺秀，临水照花般的人儿，古都乾平富商尹楚樊之女，自幼接受父亲的中西合璧式的教育，俄国留学归来。性格温婉，娴静，但骨子里却很独立、坚强，带着飞蛾扑火、玉石俱焚一般的浪漫本性。 她原本只想过上安稳平静的一生，却又被强烈的、浪漫的爱情所征服，决然的迎向茫然未知的命运。她明知和慕容四少的爱情会让她身在悬崖，可能毁灭到她的根本，却依然放弃了她原本的所有奔向了他…… 这场轰轰烈烈的爱情最终让她伤痕累累，她在经历过刻骨铭心的创痛之后，渐渐的从小情小爱的苦厄中解脱了出来，看到了更开阔的身外的世界，渐渐成长为乱世中胸怀天下的新女性。在慕容四少落魄之后，她却选择了回到他的身边，和他一起归隐田园，过清贫的日子。 静琬身上体现的，是民国奇女子的成长史，是从爱恨交织到恩仇泯灭的恬淡心境，她是乱世里一枝亭亭的兰花，幽香绵长。 |
| 齊芳   | 程謹之     | 程司令的千金，花木兰一样的女性，天资聪慧，有谋略，素有“女诸葛”之称。谨之幼年在战乱中丧母，和哥哥信之一度流落街头，饱受颠沛流离之苦。战争在童年的谨之心底刻下了深深的烙印，炼就了她男人般要强的性格。她崇拜像父亲那样能够在乱世里独当一面呼风唤雨的男性，因此世间百般的男子都无法被她看在眼里，只有和父亲一样，充满野心和魄力的慕容沣，能够得到她的心。谨之和慕容沣从小一起长大，她一直坚信，只有善于权谋并且拥有家族势力的自己，和他才是命中注定的伴侣。慕容沣对静琬的深情令谨之心如刀割，但是在她的眼里，爱情就如同一场战争，需要的不仅仅是感情，还有谋略。在她的爱情观里，爱情可以兼容很多东西，比如权力，比如手段。她按自己的计划一步步等待着慕容沣陷入困境，然后向他提出政治联姻的挽救方法，终于赢得了她想要的婚姻……然而婚后她却并不幸福。慕容沣对静琬的思念时时刻刻折磨着她。已经不再指望爱情的谨之，只想过得平静，可是连这一点可怜的渴望都无法实现……她在这场战争中越走越远，不惜除掉慕容沣的宠妾，泄露慕容沣的军事机密，最终导致了父亲程司令的死亡……阴谋与爱情是她的主题。谨之至死也没能明白，为什么她费劲了心思，却始终得不到幸福 |
| 谭凯   | 许建彰     | 平静、谦和，性格温柔的南方公子。家中父亲早亡，只剩老母弱弟，他作为长子，很早就担起了操持家业的重担，主持许家上下的生意。许家的生意以药材运输为主，可是偶尔也暗地偷运一些违禁物资，导致了后来的一场牢狱之灾，改变了他的一生。许建璋和静琬从小青梅竹马一起长大，原本两个人已有婚约，应该可以过上安稳的一生，结婚、生子，过富裕殷实、与世无争的生活。可是婚礼当日，静琬却为慕容沣私奔了……夺妻之恨令许建璋改变了性情，成为了一个心机深重，仇恨满腹的人，他决心不择手段的壮大自己的力量，直到有朝一日，可以拆散慕容沣和静琬，置慕容四少于死地。仇恨的折磨令许建璋野心膨胀，他最终成为了财力雄厚的大汉奸，在抗战时期前呼后拥、一呼百应、风光无限。他最终整垮了慕容沣，实现了复仇的目的……然而，几年后，在火车站的月台，许建璋却见到了多年未见的静琬，那些遥远的温柔的记忆又回来找他了，他就这样倒在了一场蓄谋已久的暗杀行动中……一切都只源于对她的爱，这一路却已走得面目全非。 |
| 孙玮   | 程信之     | 程司令的公子，留洋归来的医生，性格温和，与世无争，充满仁爱之心。程信之是程司令家中的异类。当年他和谨之在战乱中痛失母亲，流落街头，令他刻骨铭心的感受到了战争的残酷和权力的肮脏。程司令原本指望他子承父业，做一个军人，可是他却决然的走上了相反的路，立志做一名救死扶伤的医生，医治乱世里受伤的人们的身体和心灵。信之很早就爱上了静琬，然而他只是默默的在身边陪伴着她，保护着她，做她如同冬日的阳光般温煦的朋友。在信之的爱情观里，爱一个人，和占有无关，和争夺无关，只是希望她能够生活得幸福。信之是整个故事里宁静美好的理想人物，他安慰静琬受伤的心灵，在战乱中治病救人，在抗战时期加入了爱国抗日的队伍，在妹妹谨之为了爱情误入歧途的时候，想要唤醒她，让她明白爱的真谛。在那个欲望交织的时代，信之的存在如同一支天籁般的牧歌。 |
| 寇振海 | 尹楚樊     | 尹静琬的父亲 |
| 归亚蕾 | 许老太太   | 许建璋的奶奶 |
| 刘大为 | 沈家平     | 慕容沣的侍从副官 |
| 卢勇   | 程司令     | 程谨之和程信之的父亲 |
| 程学斌 | 余师长     | 慕容沣的部下 |
| 王兰英 | 尹太太     | 尹静琬的母亲 |
| 朱玟晞 | 慕容三小姐 | 慕容沣的三姐 |
| 姚刚   | 徐冶平     | 慕容沣的部下，因造反被处死 |

## 電視劇歌曲
| 曲序 | 曲目                           |        | 作曲 | 演唱   |
| ---- | ------------------------------ | ------ | ---- | ------ |
| 1.   | 《多情種》（主題曲）           | 胡杨林 | 王虎 | 胡杨林 |
| 2.   | 《來不及說我愛你》（片尾曲）   | 高磊   | 高磊 | 郭靖   |
| 3.   | 《一生只能愛一個》（插曲）     |        |      | 胡杨林 |
| 4.   | 《左眼微笑右眼淚》（插曲）     |        |      | 胡杨林 |
| 5.   | 《The Glorious Death》（插曲） |        |      | 馮曦妤 |